# Liste der Kulturgüter in Seon
Die Liste der Kulturgüter in Seon enthält alle Objekte in der Gemeinde Seon im Kanton Aargau, die gemäss der Haager Konvention zum Schutz von Kulturgut bei bewaffneten Konflikten, dem Bundesgesetz vom 20. Juni 2014 über den Schutz der Kulturgüter bei bewaffneten Konflikten sowie der Verordnung vom 29. Oktober 2014 über den Schutz der Kulturgüter bei bewaffneten Konflikten unter Schutz stehen.
Objekte der Kategorien A und B sind vollständig in der Liste enthalten, Objekte der Kategorie C fehlen zurzeit (Stand: 1. Januar 2023). Unter übrige Baudenkmäler sind weitere geschützte Objekte zu finden, die in der Bau- und Nutzungsordnung der Gemeinde verzeichnet und nicht bereits in der Liste der Kulturgüter enthalten sind.

## Kulturgüter
| Foto |                                                                                | Objekt                                             | Kat. | Typ | Standort                             | Beschreibung |
| ---- | ------------------------------------------------------------------------------ | -------------------------------------------------- | ---- | --- | ------------------------------------ | --- |
| ja   | Datei hochladen · Wikidata zu Villa Walti (Q19362386)                          | Villa Walti KGS-Nr.: 09470                         | A    | G   | Oberdorfstrasse 28 654305 / 244287   | 1893/94 von Karl Rothpletz und Arnold Müller erbaute Villa im Neorenaissance-Stil. Kompaktes zweigeschossiges Gebäude unter Walmdach mit balkonbekröntem Portalvorbau. Umgeben von Parkanlage mit originaler Gestaltung. |
| ja   | Datei hochladen · Wikidata zu Ehemalige untere Mühle (Q19362385)               | Ehemalige untere Mühle KGS-Nr.: 09899              | A    | G   | Unterdorfstrasse 50 654579 / 244482  | Um 1600 erbaute Mühle am Aabach im nachgotischen Stil. Mauerbau mit Staffelfenstern, halbrundem Treppenturm und Mansarddach.                                                                                             |
| BW   | Datei hochladen · Wikidata zu Eisenzeitlicher Grabhügel Fornholz (Q29580776)   | Fornholz KGS-Nr.: 00249                            | B    | F   | Fornholz 654200 / 245080             | Grabhügel der Hallstattzeit, 1931/32 erforscht und konserviert. |
| BW   | Datei hochladen · Wikidata zu Eisenzeitlicher Grabhügel Niederholz (Q29580778) | Niederholz KGS-Nr.: 00250                          | B    | F   | Niederholz 654452 / 246106           | Grabhügel der Hallstattzeit, 1931/32 erforscht und konserviert. |
| ja   | Datei hochladen · Wikidata zu Mühlescheune (Q29580786)                         | Mühlescheune KGS-Nr.: 15774                        | B    | G   | Unterdorfstrasse 50a 654558 / 244494 | 1793 erbaute gemauerte Scheune unter grossem steilem Satteldach. |
| ja   | Datei hochladen · Wikidata zu Evangelisch-reformierte Pfarrkirche (Q2137064)   | Evangelisch-reformierte Pfarrkirche KGS-Nr.: 15775 | B    | G   | Oberdorfstrasse 29.1 654275 / 244174 | 1708 auf dem Fundament eines mittelalterlichen Vorgängers umfassend neu gebaute Kirche. Einfacher chorloser Bau mit Rechteckfenstern. Gotische Wandmalereien des frühen 15. Jahrhunderts.                                |
| BW   | Datei hochladen · Wikidata zu Meierhof (Q29580782)                             | Meierhof KGS-Nr.: 15776                            | B    | G   | Retterswil 8 654407 / 243185         | Im ersten Viertel des 16. Jahrhunderts erbauter ländlicher Oberschichtbau im spätgotischen Stil. |

## Übrige Baudenkmäler
| ID  | Foto |                                                                  | Objekt                                                                                              | Typ | Standort                               | Beschreibung |
| --- | ---- | ---------------------------------------------------------------- | --------------------------------------------------------------------------------------------------- | --- | -------------------------------------- | ------------ |
| 901 | ja   | Datei hochladen · Wikidata zu Schulhaus (1841/1929) (Q105955988) | Schulhaus (1841/1929), Gebäudeteil entlang der Seetalstrasse (bis 2016 von der Schule Seon genutzt) | G   | Seetalstrasse 26 654523 / 244033       |              |
| 903 | BW   | Datei hochladen                                                  | Bäuerlicher Vielzweckbau "Blauhaus"                                                                 | G   | Seetalstrasse 61 654529 / 244106       |              |
| 904 | ja   | Datei hochladen                                                  | Ortsmuseum "Waltihaus" mit Scheune (1847)                                                           | G   | Oberdorfstrasse 2 654458 / 244135      |              |
| 905 | ja   | Datei hochladen                                                  | Gemeindehaus mit Turnhalle (1900) (bis 1970 Sitz der Schule Seon, seitdem Gemeindehaus)             | G   | Oberdorfstrasse 11 654400 / 244073     |              |
| 909 | ja   | Datei hochladen                                                  | Reformiertes Pfarrhaus                                                                              | G   | Oberdorfstrasse 27 654267 / 244202     |              |
| 916 | ja   | Datei hochladen                                                  | Wohnhaus                                                                                            | G   | Talstrasse 1 654384 / 244365           |              |
| 917 | ja   | Datei hochladen                                                  | Ehemaliges Bauernhaus                                                                               | G   | Retterswilerstrasse 2 653953 / 244076  |              |
| 918 | ja   | Datei hochladen                                                  | Scheffelhaus                                                                                        | G   | Retterswilerstrasse 4 654016 / 243925  |              |
| 919 | BW   | Datei hochladen                                                  | Bauernhaus                                                                                          | G   | Retterswilerstrasse 20 654037 / 244176 |              |
| 921 | ja   | Datei hochladen                                                  | Obere Mühle                                                                                         | G   | Mühleweg 23 654777 / 243753            |              |
| 927 | ja   | Datei hochladen                                                  | Ehemaliges Arzthaus (Altersheim)                                                                    | G   | Seetalstrasse 4 654449 / 244771        |              |